# باور دايركتور
PowerDirector باور دايركتور هو برنامج تصميم وتعديل الأفلام ومقاطع الفيديو المنزلية مطور من شركة سايبر لينك حيث تصدر في قائمة أفضل برامج تعديل المقاطع مع منافسيه مثل ادوبي بريمير وكارل فيديو ستوديو وبانيكل وسوني فيجاس البرنامج عرف منذ اصداراته الأولى بمميزات كان الاميز فيها وهي سهولة الاستخدام والتصميم وقدرته على إدخال وإخراج معظم وأهم الصيغ مثل،h. 264 ,WMV ,mpeg 4 (mp4),FLV,MKV,AVI وغيرها الكثير وبجودة عالية جدا.

## الاستخدام
يمكن تثبيت البرنامج في الحواسيب ذوات القدرة المتوسطة وما فوق. تبدأ في النافذة الرئيسية بعد فتح البرنامج التي تعطيك الحرية لاختيار اما التعديل السريع أو التعديل العادي المتكامل أو عرض الشرائح. بعد اختيار التعديل المتكامل يمكن ادخال الصور والمقاطع بأغلب أنواعها من نافذة التصفح التي تكون عادة على اعلى يسار الشاشة. يمكن مشاهدة مقطع فيديو توضيحي لكل التعديلات التي عملت مؤخرا اعلى يمين الشاشة ومنها أيضا تغير إلى 3D وتغير حجم فيديو التوضيح ليناسب المستخدم. شريط الأدوات وهو المركز الأهم بعد ادخال المقاطع والصور حيث تجد أدوات التحرير وإضافة نص كتابي وتحويلات بين الصور والمقاطع وإدخال PIP أي الصور المجورة المتحركة أو العادية. لتعديلات اوضح واسرع يمكن الضغط على العنصر المطلوب تعديله مثل الصور أو الفيديو أو النص الكتابي فيظهر شريط ادوات خاص بي العنصر المختار فوق خط الزمن. خط الزمن هو الحانة السفلية في البرنامج الممتدة من اليمين إلى اليسار بلكامل وتظهر الصور والمقاطع بنسبة ايلا الوقت حيث يمكن اختيار مباشر لجزء معين منها في وقت معين.

## في النسخة الحالية باور دايركتر16

### المميزات

#### التعرف على المحتوى
هذه الميزة تعرف الشخص على كل محتويات الفيديو فبعد البحث يمكن إيجاد الوجوه والحركات والاهتزازات وتقدير الضوء في الصورة حيث تستطيع تغيرها للأفضل.

#### البيئة المباشرة
هذا الإصدار يحتوي على أفضل طريقة للتعديل احجام الصور والمقاطع وتتغير أماكنها فقط بسحبها ووضعها الذي ينفرد
به هذا البرنامج عن غيرة.

#### واجهة أسهل وأجمل
دائما ما كانت الشكوى عامة على برامج تحرير المقاطع صعوبة استخدامها، في هذا الإصدار الواجهة أصبحت سهلة جدا حتى على طفل يعرف مبادئ استخدام الحاسوب يمكنه استخدام البرنامج وتحصل دائما على الأدوات على يسار الشاشة مفرزة بطريقة تسهل دائما العثور على ما يريده المستخدم والتعديل مباشرة وإضافة صور ومقاطع من الحاسوب.

#### المحركات تسريع التحويل والتعديل
يعمل على محركات الجيل الثالث في تسريع تحويل الفيديو وهي True Velocity ومحرك التسارع multi-GPGPU وOpenCL .

#### الجودة العالية
في الإصدار الأخير انفرد البرنامج عن غيره من منافسيه في جودة الفيديو 4K والتي هي الأعلى و AVCHD 2.0 3D

### السلبيات

#### اللغات
وهي من وجهة نظر الكاتب الشخصية حيث ان البرنامج وإلى الآن لا يدعم اللغة العربية كونها كانت دائما مشكلة مع كل البرامج لانها من اليمين إلى اليسار.

## الجوائز
فاز البرنامج كأفضل برنامج في فئته من مجلة الحاسوب الشهيرة مجلة بي سي كاختيار المحررين لخمس مرات في خمس سنوات مختلفة 2008و2010و2011 و2013و2015 .